# Голам
Голам са създания от света на книжната фентъзи поредица Колелото на Времето.
Те са може би най-силните и смъртоносни създания, създадени са от Агинор и са изчадия на Шайтан. За разлика от тролоците или драгхарите, голамът не е създаден за да служи като бойна единица, а като убиец, по-специално на преливащи Айез Седай.
Именно затова Агинор е създал у тях имунитет срещу Единствената сила, като потоците просто изчезват биват ли насочени към тях. Стоманата и обикновените оръжия също не са заплаха за тях. Може би това е и причината Агинор да създаде само шест - три мъжки и три женски, страхът му е бил твърде голям от създаването на повече от тези същества. Все още не може да се каже, коя е причината те да се подчиняват на Отстъпниците и как те са ги контролирали. Вероятно отговорът е Вярната сила, за която не се знае дали им действа, но е факт че я усещат като Единствената. А може би просто Агинор го е заложил в тях при създаването им.
Друга характерна за тях особеност е факта че нямат кости и могат да се промушат и през най-дребната цепка. При бой те са невероятно гъвкави и бързи, и могат да сразят противника преди да се усети. Освен това имат голяма физическа сила, с която могат да изкарат врата от пантите и само с една ръка или да откъснат човешка глава.
Голамът се храни с кръвта на жертвите си.